# Museo Lamborghini

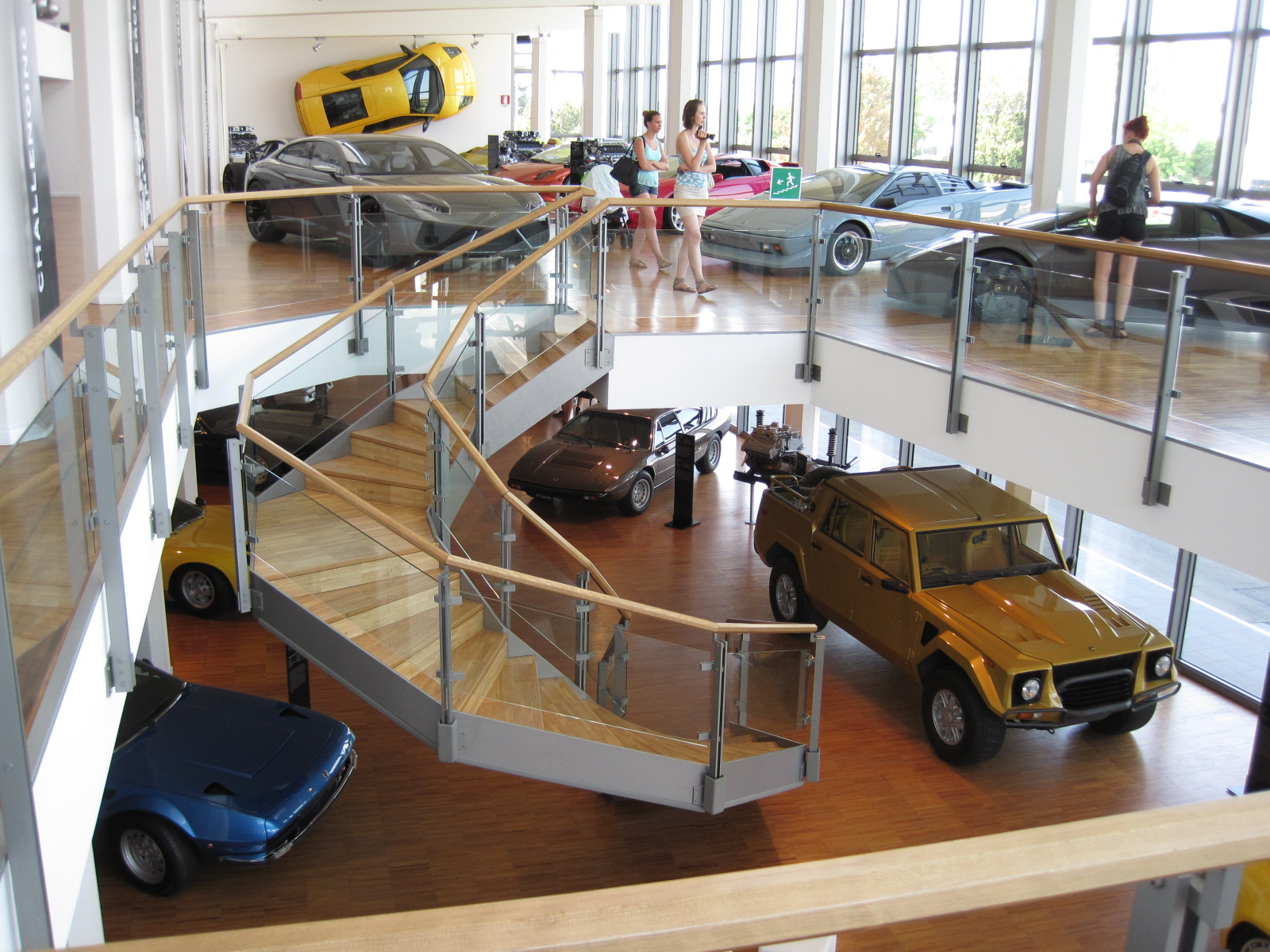
Museo Lamborghini

Het Museo Lamborghini is een museum van het automerk Lamborghini in het Italiaanse Sant'Agata Bolognese. Het museum werd geopend in 2001 en uitgebreid in 2016. In het museum wordt de geschiedenis van het merk uit de doeken gedaan en worden verschillende Lamborghini's tentoongesteld (350 GT, Miuro, Sesto Elemento,...)